# Tajemnica zamku w Karpatach
Tajemnica zamku w Karpatach (cz. Tajemství hradu v Karpatech) – czechosłowacka komedia fantastycznonaukowa w reżyserii Oldřicha Lipskiego, zrealizowana w 1981. Parodystyczna adaptacja powieści Jules'a Verne’a „Zamek w Karpatach”.

## Opis fabuły
Akcja rozgrywa się w XIX wieku. Za radą doktora Blütwürsta śpiewak operowy, hrabia Teleke z Tölökö przybywa do miasteczka Vyšné Vlkodlaky w Karpatach, aby tam leczyć zszargane nerwy. Cierpi po stracie ukochanej, wielkiej gwiazdy opery. Okazuje się, że jest ona przetrzymywana przez złowrogiego barona Gorca w pobliskim zamku. W tym samym zamku szalony wynalazca eksperymentuje ze zdumiewającym urządzeniem przesyłającym ruchome obraz i dźwięk na odległość.

## Obsada
- Michal Dočolomanský jako hrabia Felix Teleke z Tölökö
- Evelyna Steimarová jako Salsa Verde, diva operowa
- Miloš Kopecký jako baron Gorc z Gorců
- Rudolf Hrušínský jako wynalazca Orfánik
- Vlastimil Brodský jako Ignác, służący
- Augustín Kubán jako Tóma Hluchoněmec alias Zutro
- Jan Hartl jako Vilja Dézi, leśnik
- Jaroslava Kretschmerová jako kochanka Vilji
- Oldřich Velen jako oberżysta
- Míla Myslíková jako żona oberżysty
- Jiří Lír jako prefekt
- Václav Kotva jako kantor
- Petr Svárovský jako konduktor
- Barbora Štěpánová jako dziewczyna
- Helena Růžičková jako śpiewaczka
- Samuel Adamčík jako kmieć na piecu
- Jan Skopeček jako wieśniak w kożuchu
- Karel Houska jako wieśniak
- Václav Mareš jako wieśniak
- Jiří Kosek jako wieśniak

## Produkcja
Zdjęcia kręcono na zamku w Čachticach na Słowacji oraz w Pradze (schody w budynku opery).